# Station Donk
Het station Donk was een spoorwegstation langs spoorlijn 58 (Gent-Eeklo-Brugge) in het gehucht Donk van de Oost-Vlaamse gemeente Maldegem. Op 16 februari 1959 werd het station gesloten toen men de lijn Brugge-Eeklo opdoekte.
Oorspronkelijk bevond het stationsgebouw van Donk zich aan de andere kant van de rijksweg Gent-Brugge (N9), voorbij de provinciale grenspaal, en dus op het grondgebied van Sijsele. Wegverbredingen in de jaren 30 zorgden er echter voor dat het oorspronkelijke gebouw gesloopt moest worden. In 1932 werd daarom, ter vervanging van het oude, even verderop (op het grondgebied van Maldegem) een geheel nieuw station opgetrokken. De architect was August Desmet (1887-1964). De architecturale ontwerpen van August Desmet, ingenieur-architect en hoogleraar aan de Universiteit Gent, zijn zowel in de private als publieke ruimte te vinden en bovendien van belang als UGent-erfgoed. Desmet maakt een duidelijke stijlevolutie door: terwijl de landelijke atelierwoningen voor kunstschilders uit Desmets beginperiode nog voornamelijk de pittoreske, neogotische invloed van leermeester Louis Cloquet tonen, zijn enkele van zijn treinstations voor de Belgische Spoorwegen en de Veeartsenijschool en het Academisch Ziekenhuis voor de Universiteit Gent duidelijk modernistisch-kubistisch geïnspireerd. Voor het ontwerp van het Academisch Ziekenhuis werkt Desmet samen met onder andere UGent-iconen Henry van de Velde en Gustave Magnel De stijl is typische interbellumarchitectuur: kenmerkend is de sober gedecoreerde baksteengevel en de asymmetrische opbouw. Door deze afwijkende stijl ziet Station Donk er helemaal anders uit dan de overige stations op de lijn. Eveneens opvallend zijn de grote afmetingen die het gebouw heeft ten opzichte van het kleine Donk. Bij ministerieel besluit werd het voormalige station op 19 november 2004 aan de monumentenlijst toegevoegd. Sinds 1996 is het Station in privé bezit en is het de thuisbasis voor het verpakkingsdesign bureau ("Quatre Mains").
Op de voormalige bedding van lijn 58 loopt er tegenwoordig tussen Maldegem en Donk een smalspoorlijn (van 60 cm) (uitgebaat door het Stoomcentrum Maldegem). Vaak denkt men hierbij dat deze smalspoorlijn tot aan het voormalige station van Donk loopt. Niets is minder waar: het smalspoorlijntje loopt maar tot aan de overweg aan de Kleine Bogaardestraat, op ruim 3 kilometer afstand van Station Donk.
Naast het gebouw kan ook aan de omgeving nog gezien worden dat er ooit een station actief was: aan de overkant van de straat bevindt zich een hotel dat zich oorspronkelijk op de reizigers van het station richtte. Reizigers die vanuit het ganse land een bezoek brachten aan het nabije Elisabeth Ziekenhuis.
Het station van Zeebrugge was een spiegelbeeld kopie van dit station.
0,0: Gent-Sint-Pieters ·
1,3: Gentbrugge-Zuid ·
2,0: Gentbrugge ·
3,1: Gent-Heirnis ·
4,0: Gent-Dampoort ·
6,1: Gent-Muide ·
8,4: Wondelgem ·
9,1: Molenheide ·
10,9: Evergem ·
14,0: Sleidinge ·
16,0: Eeksken ·
17,8: Arisdonk ·
18,8: Waarschoot ·
22,7: Eeklo ·
23,9: Boelare ·
27,8: Balgerhoeke ·
29,9: Adegem ·
32,7: Maldegem ·
37,1: Donk ·
41,6: Sijsele ·
45,7: Assebroek ·
48,3: Steenbrugge ·
51,4: Brugge